# 도쿠가와 무네타케

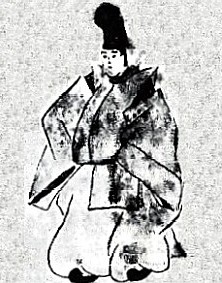
다야스 무네타케

도쿠가와 무네타케(徳川宗武) 혹은 다야스 무네타케(田安宗武)는 에도 시대 고산쿄 중 다야스 가의 초대 당주이다. 에도 막부 제8대 쇼군 도쿠가와 요시무네의 차남이다. 관위는 종3위 곤추나곤. 마쓰다이라 사다노부의 친부에 해당한다. 아명은 고지로(小次郎).
| 전임 (도쿠가와 요시무네) | 제1대 다야스 도쿠가와 가 당주 1731년 ~ 1771년 | 후임 도쿠가와 하루사토/하루아키 |